# Blå grimmia
Blå grimmia (Grimmia alpestris) är en bladmossart som beskrevs av Schleicher 1807. Blå grimmia ingår i släktet grimmior, och familjen Grimmiaceae. Enligt den svenska rödlistan är arten sårbar i Sverige. Arten förekommer i Övre Norrland. Artens livsmiljö är fjäll. Inga underarter finns listade i Catalogue of Life.